# Gornja Panonija
Gornja Panonija (lat. Pannonia Superior), provincija Rimskog Carstva nastala u 2. stoljeću.

## Povijest
Gornja Panonija nastala je početkom 2. stoljeća kad je car Trajan podijelio Panoniju na Gornju Panoniju na zapadu i Donju Panoniju na istoku. U sklopu reorganizacije države, car Dioklecijan podijelio je 297. Gornju Panoniju na Prvu i Savsku Panoniju.

## Rimski guverneri Gornje Panonije
- Publius Metilius Nepos (106. - 107./118.)
- Lucius Minicius Natalis (113./114. - 117./118.)
- Lucius Cornelius Latinianus (c. 126.)
- Cornelius Proculus (130./131. - 133./134.)
- Lucius Aelius Caesar (136. - 137.)
- Titus Haterius Nepos (137. - c. 141.)
- Marcus Pontius Laelianus Larcius Sabinus (c. 145. - c. 150.)
- Claudius Maximus (c. 150. - c. 155.)
- Marcus Nonius Macrinus (c. 159. - c. 162.)
- Lucius Dasumius Tullius Tuscus (c. 162. - c. 166.)
- Marcus Iallus Bassus Fabius Valerianus (c. 166. - c. 169.)
- Gaius Julius Commodus Orfitianus (c. 169. - c. 172.)
- Sextus Quintilius Maximus (c. 175. - c. 179.)
- Septimius Severus (c. 191.)

## Zemljopis
Sjedište provincije bio je grad Carnuntum, koji se nalazio između današnjeg Beča i Bratislave. Ostali značajniji gradovi bili su Savarija (današnji Sambotel), Poetovio (današnji Ptuj) i Vindobona (današnji Beč). Obuhvaćala je dijelove Hrvatske, Slovenije, zapadne Mađarske i istočne Austrije.

## Zanimljivosti
- Kroz provinciju je prolazio čuveni Put svile.